# Großer Preis von Japan 2025
Der Große Preis von Japan 2025 (offiziell Formula 1 Lenovo Japanese Grand Prix 2025) fand am 6. April auf dem Suzuka International Racing Course in Suzuka statt und war das dritte Rennen der Formel-1-Weltmeisterschaft 2025.

## Bericht

### Hintergründe
Nach dem Großen Preis von China führte Lando Norris in der Fahrerwertung mit acht Punkten vor Max Verstappen und mit neun Punkten vor George Russell. In der Konstrukteurswertung führte McLaren mit 21 Punkten vor Mercedes und mit 42 Punkten vor Red Bull Racing.
Beim Großen Preis von Japan stellte Pirelli den Fahrern die Reifenmischungen C1 Hard (weiß), C2 Medium (gelb), C3 Soft (rot) sowie Cinturato Intermediates (grün) und Cinturato Full-Wets (blau) für nasse Bedingungen zur Verfügung.
Im Vorfeld des Grand Prix wurde ein Fahrertausch zwischen Red Bull Racing und Racing Bulls bekanntgegeben: Yūki Tsunoda tritt ab diesem Grand Prix anstelle von Liam Lawson für Red Bull Racing an, Lawson tritt im Gegenzug anstelle von Tsunoda für Racing Bulls an.
Charles Leclerc bestritt seinen 150. Grand Prix.
Haas trat mit einer Sonderlackierung auf den Autos von Esteban Ocon und Oliver Bearman an. Zu Ehren des Kirschblütenfestes verwendete das Team Illustrationen der Kirschblüte auf den Wagen. Auch bei Red Bull Racing gab es aufgrund des letzten Rennens mit dem Motorenpartner Honda in Japan eine spezielle Lackierung mit einer Hommage an den Honda RA272.
Verstappen (acht), Fernando Alonso (fünf), Oscar Piastri, Nico Hülkenberg, Lance Stroll, Jack Doohan (jeweils vier), Norris, Ocon (jeweils drei), Lawson, Bearman, Alexander Albon (jeweils zwei), Carlos Sainz jr. und Russell (jeweils einer) gingen mit Strafpunkten ins Wochenende.
Mit Lewis Hamilton (fünfmal), Verstappen (dreimal) und Alonso (zweimal) traten drei ehemalige Sieger zu diesem Grand Prix an. Hamilton und Alonso gewannen dabei jeweils einmal den Großen Preis von Japan als dieser in Fuji auf dem Fuji Speedway ausgetragen wurde.
Als Rennkommissare für dieses Rennwochenende fungierten Garry Connelly (AUS), Mathieu Remmerie (BEL), Pedro Lamy (PRT) und Kazuhiro Tsuge (JPN).

### Training

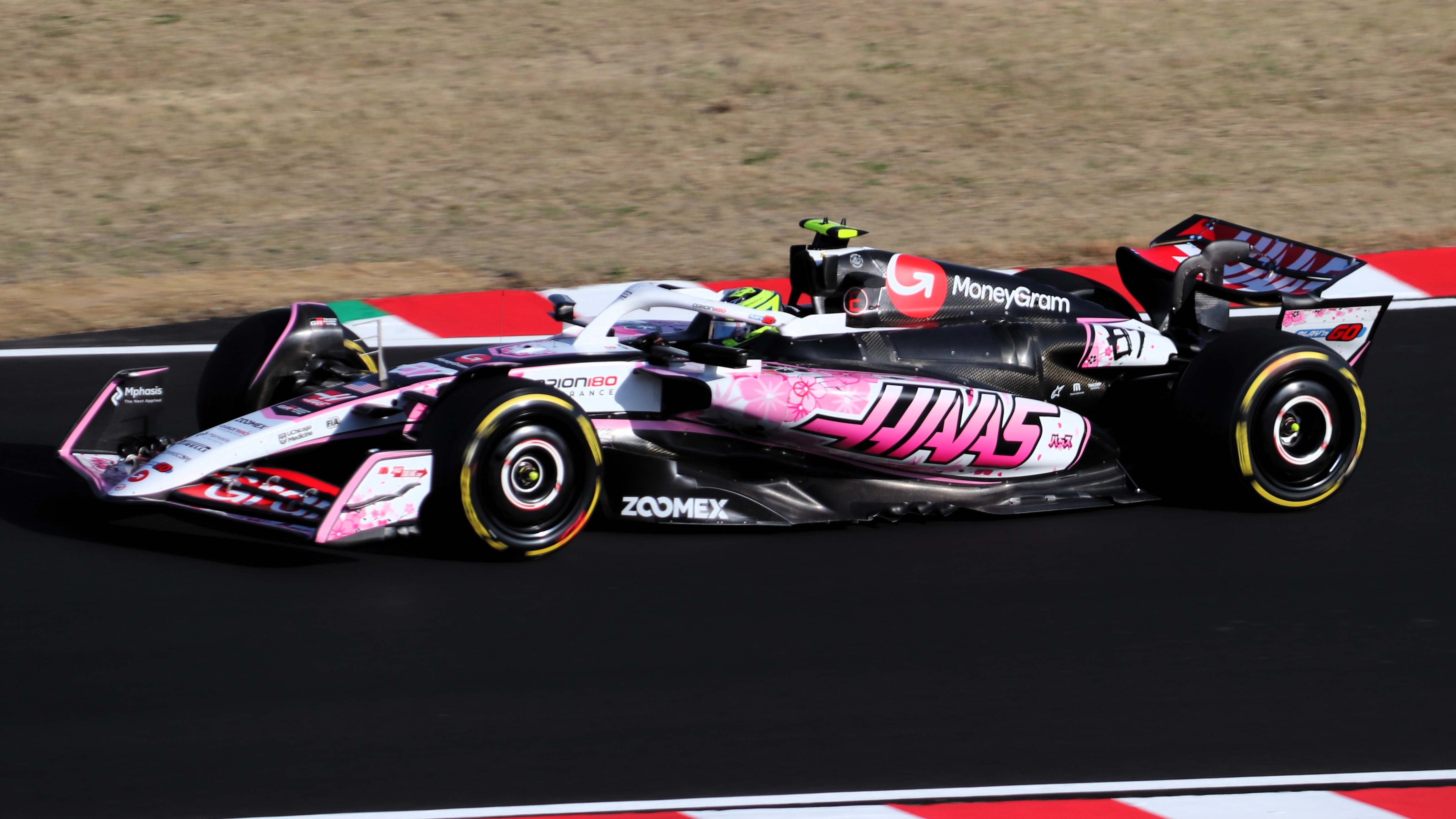
Oliver Bearman im Haas mit Sonderlackierung im zweiten freien Training

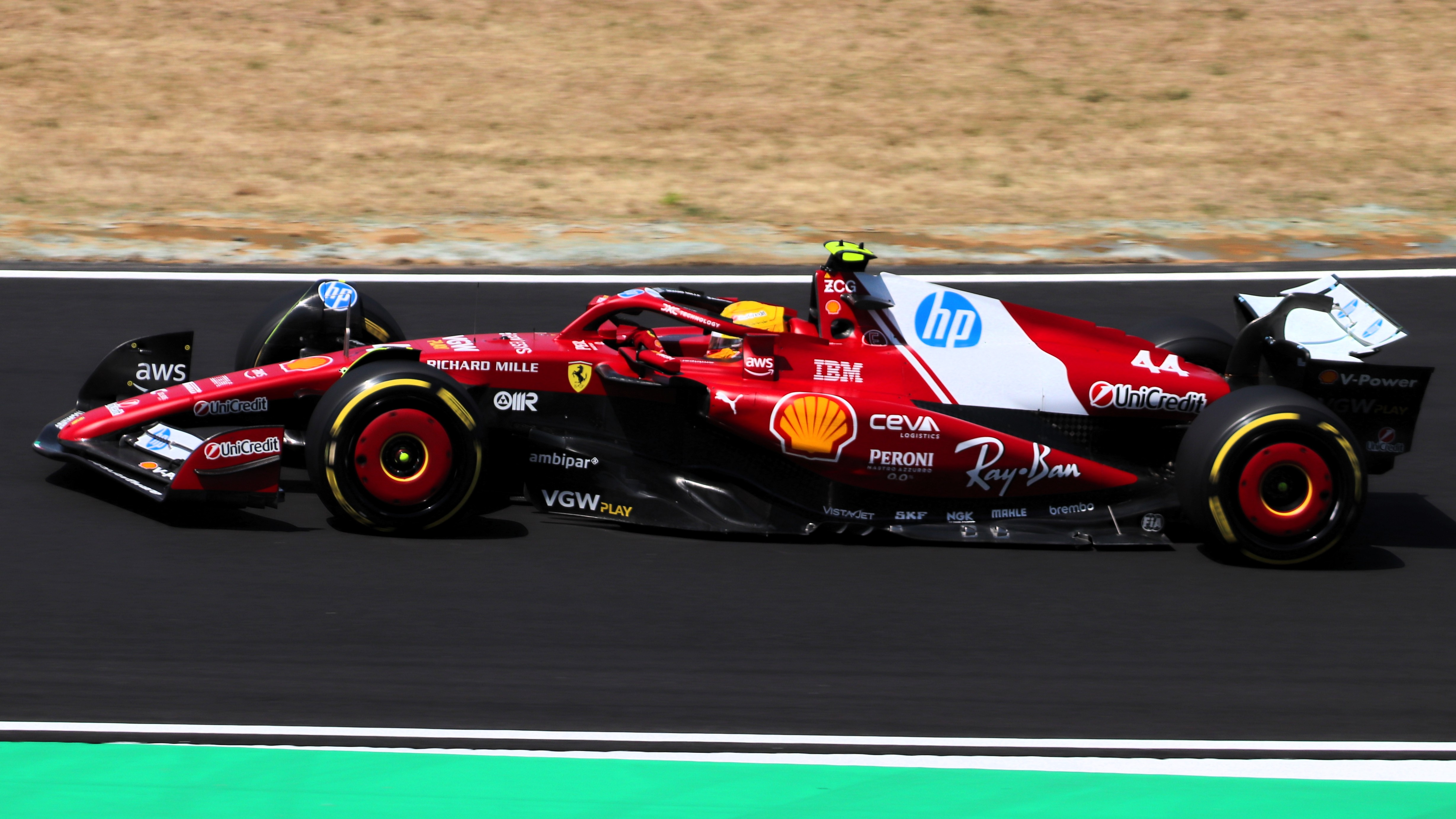
Lewis Hamilton während des ersten freien Trainings im Ferrari

Im ersten freien Training fuhr Norris 1:28,549 Minuten die schnellste Runde vor Russell und Leclerc.
Das zweite freie Training entschied dann Piastri in 1:28,114 Minuten für sich, gefolgt von Norris und Isack Hadjar.
Im dritten freien Training setzte sich dann wieder Norris mit 1:27,965 Minuten an die Spitze vor Piastri und Russell.

### Qualifying
Das Qualifying bestand aus drei Teilen mit einer Nettolaufzeit von 45 Minuten. Im ersten Qualifying-Segment (Q1) hatten die Fahrer 18 Minuten Zeit, um sich für das Rennen zu qualifizieren. Alle Fahrer, die im ersten Abschnitt eine Zeit erzielten, die maximal 107 Prozent der schnellsten Rundenzeit betrug, qualifizierten sich für den Grand Prix. Die besten 15 Fahrer erreichten den nächsten Teil. Piastri war Schnellster. Die Kick Sauber-Piloten, Ocon, Doohan und Stroll schieden aus.

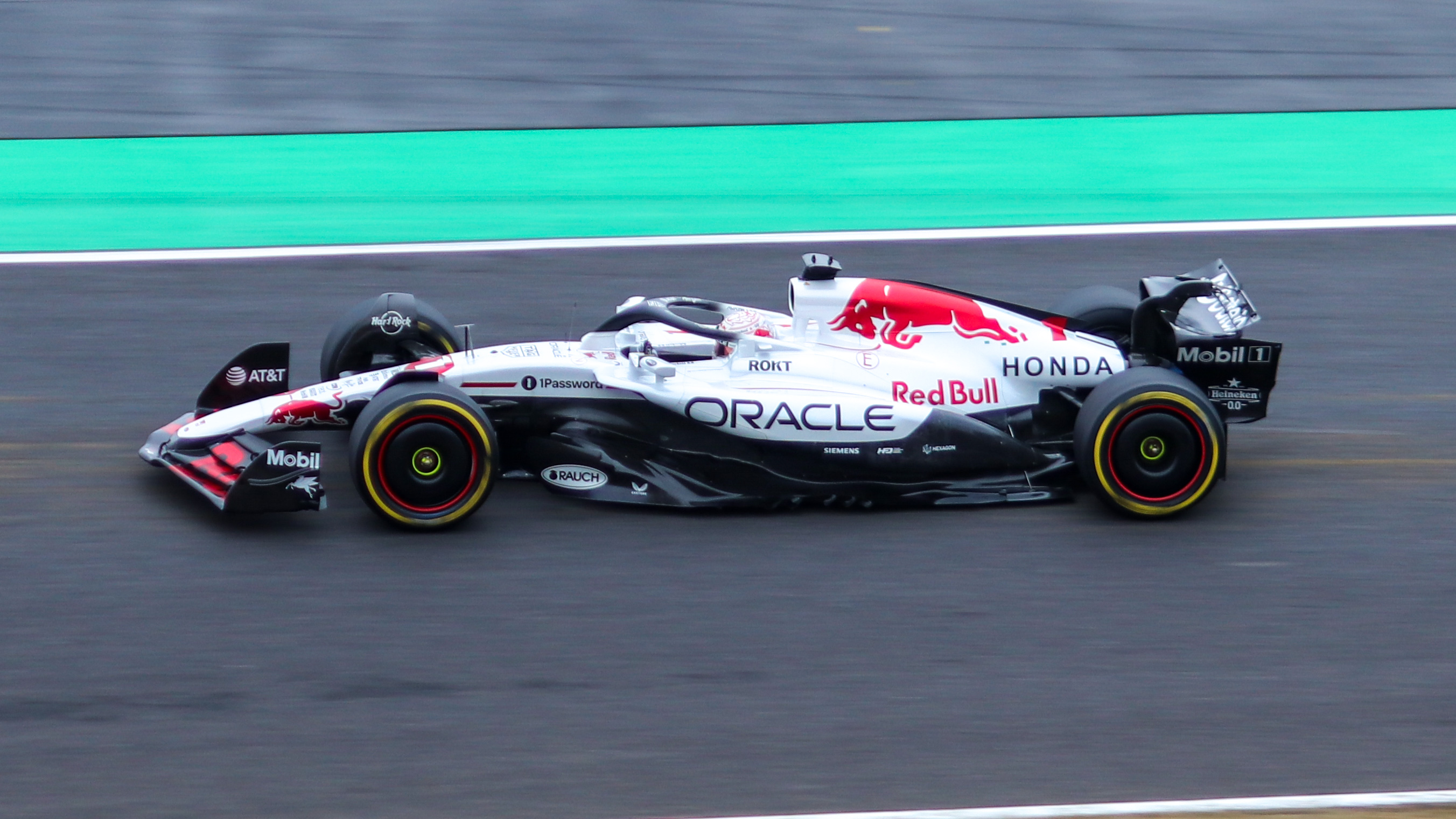
Rennsieger Max Verstappen während des Rennens

Der zweite Abschnitt (Q2) dauerte 15 Minuten. Die zehn schnellsten Piloten qualifizierten sich für den dritten Teil des Qualifyings. Norris war Schnellster. Gasly, Sainz jr., Alonso, Lawson und Tsunoda schieden aus.
Der finale Abschnitt (Q3) ging über eine Zeit von zwölf Minuten, in denen die ersten zehn Startpositionen vergeben wurden. Verstappen fuhr in 1:26,983 Minuten die Bestzeit vor Norris und Piastri. Es war die erste Pole-Position für Verstappen in der Formel-1-Weltmeisterschaft 2025. Mit der Pole-Zeit brach Verstappen den Streckenrekord, den zuvor Sebastian Vettel ab 2019 gehalten hatte. Nach dem Qualifying wurde Sainz jr. um drei Startpositionen zurückgesetzt, da er Hamilton bei einer schnellen Runde in Q2 aufgehalten hatte.

### Rennen
Beim Start behielt Verstappen die Führung vor den beiden McLaren-Piloten, auch dahinter beendeten die Top 10 die erste Runde so, wie sie auch starteten.
Das einzige Überholmanöver in der Anfangsphase gelang Hamilton in der sechsten Runde, welcher sich mit DRS auf der Start-Ziel-Geraden an Hadjar auf den siebten Platz vorschob. Bis zur ersten Boxenstoppphase in der 20. Runde gab es innerhalb der ersten zehn Positionen keine weiteren Verschiebungen. Russell eröffnete die Stopps, eine Runde später folgte Piastri, zwei Runden später dann Verstappen, Norris und Leclerc. Der Stopp bei McLaren war ein wenig schneller, sodass Verstappen und Norris zeitgleich und nebeneinander aus der Boxengasse fuhren. Norris musste ein wenig aufs Gras und beschwerte sich dann am Funk, dass er abgedrängt wurde, Verstappen wiederum teilte mit, dass Norris selbst ins Gras gefahren sei. Eine Untersuchung fand im Anschluss nicht statt.
Andrea Kimi Antonelli führte nun vor Hamilton und Hadjar, dahinter kamen dann Verstappen, Norris und Piastri in der gleichen Reihenfolge wie vor den Stopps. In der 28. Runde stoppte dann auch Hadjar, in der 31. Runde dann Hamilton und eine Runde später Antonelli. Die ursprüngliche Reihenfolge war daher wieder hergestellt und da es keine Überholmanöver gab, wurde das Rennen auch so beendet.
Verstappen gewann somit mit 1,4 Sekunden Vorsprung auf Norris seinen vierten Grand Prix in Folge in Japan. Piastri komplettierte das Podium als Dritter. Die restlichen Punkteplatzierungen belegten Leclerc, Russell, Antonelli, Hamilton, Hadjar, Albon und Bearman. Mit Ausnahme des Platztausches zwischen Hamilton und Hajdar beendete die ersten Zehn das Rennen so, wie sie es begannen. Insgesamt gab es nur 15 Überholmanöver. In seinem ersten Rennen für Red Bull verpasste Tsunoda die Punkteränge als Zwölfter hinter Alonso.
In der Fahrerwertung führte Norris weiterhin vor Verstappen, Piastri war neuer Dritter. In der Konstrukteurswertung blieben die ersten drei Positionen unverändert.

## Meldeliste
| Team                                        | Nr. | Stammfahrer           | Chassis                           | Motor      | Reifen |
| ------------------------------------------- | --- | --------------------- | --------------------------------- | ---------- | ------ |
| Oracle Red Bull Racing                      | 01  | Max Verstappen        | Red Bull Racing RB21              | Honda RBPT | P      |
| Oracle Red Bull Racing                      | 22  | Yūki Tsunoda          | Red Bull Racing RB21              | Honda RBPT | P      |
| McLaren Formula 1 Team                      | 81  | Oscar Piastri         | McLaren MCL39                     | Mercedes   | P      |
| McLaren Formula 1 Team                      | 04  | Lando Norris          | McLaren MCL39                     | Mercedes   | P      |
| Scuderia Ferrari HP                         | 16  | Charles Leclerc       | Ferrari SF-25                     | Ferrari    | P      |
| Scuderia Ferrari HP                         | 44  | Lewis Hamilton        | Ferrari SF-25                     | Ferrari    | P      |
| Mercedes-AMG Petronas Formula One Team      | 63  | George Russell        | Mercedes-AMG F1 W16 E Performance | Mercedes   | P      |
| Mercedes-AMG Petronas Formula One Team      | 12  | Andrea Kimi Antonelli | Mercedes-AMG F1 W16 E Performance | Mercedes   | P      |
| Aston Martin Aramco Formula One Team        | 18  | Lance Stroll          | Aston Martin AMR25                | Mercedes   | P      |
| Aston Martin Aramco Formula One Team        | 14  | Fernando Alonso       | Aston Martin AMR25                | Mercedes   | P      |
| BWT Alpine F1 Team                          | 10  | Pierre Gasly          | Alpine A525                       | Renault    | P      |
| BWT Alpine F1 Team                          | 07  | Jack Doohan           | Alpine A525                       | Renault    | P      |
| BWT Alpine F1 Team                          | 62  | Ryō Hirakawa          | Alpine A525                       | Renault    | P      |
| MoneyGram Haas F1 Team                      | 31  | Esteban Ocon          | Haas VF-25                        | Ferrari    | P      |
| MoneyGram Haas F1 Team                      | 87  | Oliver Bearman        | Haas VF-25                        | Ferrari    | P      |
| Visa Cash App Racing Bulls Formula One Team | 06  | Isack Hadjar          | Racing Bulls VCARB 02             | Honda RBPT | P      |
| Visa Cash App Racing Bulls Formula One Team | 30  | Liam Lawson           | Racing Bulls VCARB 02             | Honda RBPT | P      |
| Atlassian Williams Racing                   | 23  | Alexander Albon       | Williams FW47                     | Mercedes   | P      |
| Atlassian Williams Racing                   | 55  | Carlos Sainz jr.      | Williams FW47                     | Mercedes   | P      |
| Stake F1 Team Kick Sauber                   | 27  | Nico Hülkenberg       | Kick Sauber C45                   | Ferrari    | P      |
| Stake F1 Team Kick Sauber                   | 05  | Gabriel Bortoleto     | Kick Sauber C45                   | Ferrari    | P      |

Anmerkungen
1. 1 2  Der Alpine mit der Startnummer 62 wurde im ersten freien Training für Hirakawa eingesetzt. Doohan übernahm das Fahrzeug anschließend für das restliche Rennwochenende mit seiner Startnummer 7.

## Klassifikationen

### Qualifying
| Pos.                                                                      | Fahrer                | Konstrukteur                 | Q1       | Q2       | Q3       | Start |
| ------------------------------------------------------------------------- | --------------------- | ---------------------------- | -------- | -------- | -------- | ----- |
| 01                                                                        | Max Verstappen        | Red Bull Racing-Honda RBPT   | 1:27,943 | 1:27,502 | 1:26,983 | 01    |
| 02                                                                        | Lando Norris          | McLaren-Mercedes             | 1:27,845 | 1:27,146 | 1:26,995 | 02    |
| 03                                                                        | Oscar Piastri         | McLaren-Mercedes             | 1:27,687 | 1:27,507 | 1:27,027 | 03    |
| 04                                                                        | Charles Leclerc       | Ferrari                      | 1:27,920 | 1:27,555 | 1:27,299 | 04    |
| 05                                                                        | George Russell        | Mercedes                     | 1:27,843 | 1:27,400 | 1:27,318 | 05    |
| 06                                                                        | Andrea Kimi Antonelli | Mercedes                     | 1:27,968 | 1:27,639 | 1:27,555 | 06    |
| 07                                                                        | Isack Hadjar          | Racing Bulls-Honda RBPT      | 1:28,278 | 1:27,775 | 1:27,569 | 07    |
| 08                                                                        | Lewis Hamilton        | Ferrari                      | 1:27,942 | 1:27,610 | 1:27,610 | 08    |
| 09                                                                        | Alexander Albon       | Williams-Mercedes            | 1:28,218 | 1:27,783 | 1:27,615 | 09    |
| 10                                                                        | Oliver Bearman        | Haas-Ferrari                 | 1:28,228 | 1:27,711 | 1:27,867 | 10    |
| 11                                                                        | Pierre Gasly          | Alpine-Renault               | 1:28,186 | 1:27,822 | –        | 11    |
| 12                                                                        | Carlos Sainz jr.      | Williams-Mercedes            | 1:28,209 | 1:27,836 | –        | 15    |
| 13                                                                        | Fernando Alonso       | Aston Martin Aramco-Mercedes | 1:28,337 | 1:27,897 | –        | 12    |
| 14                                                                        | Liam Lawson           | Racing Bulls-Honda RBPT      | 1:28,554 | 1:27,906 | –        | 13    |
| 15                                                                        | Yūki Tsunoda          | Red Bull Racing-Honda RBPT   | 1:27,967 | 1:28,000 | –        | 14    |
| 16                                                                        | Nico Hülkenberg       | Kick Sauber-Ferrari          | 1:28,570 | –        | –        | 16    |
| 17                                                                        | Gabriel Bortoleto     | Kick Sauber-Ferrari          | 1:28,622 | –        | –        | 17    |
| 18                                                                        | Esteban Ocon          | Haas-Ferrari                 | 1:28,696 | –        | –        | 18    |
| 19                                                                        | Jack Doohan           | Alpine-Renault               | 1:28,877 | –        | –        | 19    |
| 20                                                                        | Lance Stroll          | Aston Martin Aramco-Mercedes | 1:29,271 | –        | –        | 20    |
| 107-Prozent-Zeit: 1:33,825 min (bezogen auf Q1-Bestzeit von 1:27,687 min) |                       |                              |          |          |          |       |

Anmerkungen
1. ↑  Sainz jr. um drei Startpositionen zurückgesetzt, da er Hamilton bei einer schnellen Runde in Q2 aufgehalten hatte.

### Rennen
| Pos.                                                            | Fahrer                | Konstrukteur                 | Runden | Stopps | Zeit        | Start | Schnellste Runde |
| --------------------------------------------------------------- | --------------------- | ---------------------------- | ------ | ------ | ----------- | ----- | ---------------- |
| 01                                                              | Max Verstappen        | Red Bull Racing-Honda RBPT   | 53     | 1      | 1:22:06,983 | 01    | 1:31,041 (52.)   |
| 02                                                              | Lando Norris          | McLaren-Mercedes             | 53     | 1      | + 1,423     | 02    | 1:31,116 (51.)   |
| 03                                                              | Oscar Piastri         | McLaren-Mercedes             | 53     | 1      | + 2,129     | 03    | 1:31,039 (53.)   |
| 04                                                              | Charles Leclerc       | Ferrari                      | 53     | 1      | + 16,097    | 04    | 1:31,469 (47.)   |
| 05                                                              | George Russell        | Mercedes                     | 53     | 1      | + 17,362    | 05    | 1:31,357 (51.)   |
| 06                                                              | Andrea Kimi Antonelli | Mercedes                     | 53     | 1      | + 18,671    | 06    | 1:30,965 (50.)   |
| 07                                                              | Lewis Hamilton        | Ferrari                      | 53     | 1      | + 29,182    | 08    | 1:31,406 (51.)   |
| 08                                                              | Isack Hadjar          | Racing Bulls-Honda RBPT      | 53     | 1      | + 37,134    | 07    | 1:31,317 (52.)   |
| 09                                                              | Alexander Albon       | Williams-Mercedes            | 53     | 1      | + 40,367    | 09    | 1:31,125 (52.)   |
| 10                                                              | Oliver Bearman        | Haas-Ferrari                 | 53     | 1      | + 54,529    | 10    | 1:32,006 (49.)   |
| 11                                                              | Fernando Alonso       | Aston Martin Aramco-Mercedes | 53     | 1      | + 57,333    | 12    | 1:31,770 (51.)   |
| 12                                                              | Yūki Tsunoda          | Red Bull Racing-Honda RBPT   | 53     | 1      | + 58,401    | 14    | 1:31,871 (51.)   |
| 13                                                              | Pierre Gasly          | Alpine-Renault               | 53     | 1      | + 1:02,122  | 11    | 1:31,820 (52.)   |
| 14                                                              | Carlos Sainz jr.      | Williams-Mercedes            | 53     | 1      | + 1:14,129  | 15    | 1:31,106 (36.)   |
| 15                                                              | Jack Doohan           | Alpine-Renault               | 53     | 1      | + 1:21,314  | 19    | 1:32,685 (47.)   |
| 16                                                              | Nico Hülkenberg       | Kick Sauber-Ferrari          | 53     | 1      | + 1:21,957  | 16    | 1:32,572 (31.)   |
| 17                                                              | Liam Lawson           | Racing Bulls-Honda RBPT      | 53     | 1      | + 1:22,734  | 13    | 1:32,043 (39.)   |
| 18                                                              | Esteban Ocon          | Haas-Ferrari                 | 53     | 1      | + 1:23,438  | 18    | 1:31,967 (48.)   |
| 19                                                              | Gabriel Bortoleto     | Kick Sauber-Ferrari          | 53     | 1      | + 1:23,897  | 17    | 1:32,034 (45.)   |
| 20                                                              | Lance Stroll          | Aston Martin Aramco-Mercedes | 52     | 2      | + 1 Runde   | 20    | 1:32,052 (52.)   |
| Fahrer des Tages: Yūki Tsunoda (23,7 % der abgegebenen Stimmen) |                       |                              |        |        |             |       |                  |

## WM-Stände nach dem Rennen
Die ersten Zehn des Rennens bekamen 25, 18, 15, 12, 10, 8, 6, 4, 2 bzw. 1 Punkt(e).

### Fahrerwertung
| Pos. | Fahrer                | Konstrukteur                 | Punkte |
| ---- | --------------------- | ---------------------------- | ------ |
| 01   | Lando Norris          | McLaren-Mercedes             | 62     |
| 02   | Max Verstappen        | Red Bull Racing-Honda RBPT   | 61     |
| 03   | Oscar Piastri         | McLaren-Mercedes             | 49     |
| 04   | George Russell        | Mercedes                     | 45     |
| 05   | Andrea Kimi Antonelli | Mercedes                     | 30     |
| 06   | Charles Leclerc       | Ferrari                      | 20     |
| 07   | Alexander Albon       | Williams-Mercedes            | 18     |
| 08   | Lewis Hamilton        | Ferrari                      | 15     |
| 09   | Esteban Ocon          | Haas-Ferrari                 | 10     |
| 10   | Lance Stroll          | Aston Martin Aramco-Mercedes | 10     |

| Pos. | Fahrer            | Konstrukteur                                       | Punkte |
| ---- | ----------------- | -------------------------------------------------- | ------ |
| 11   | Nico Hülkenberg   | Kick Sauber-Ferrari                                | 6      |
| 12   | Oliver Bearman    | Haas-Ferrari                                       | 5      |
| 13   | Isack Hadjar      | Racing Bulls-Honda RBPT                            | 4      |
| 14   | Yūki Tsunoda      | Racing Bulls-Honda RBPT/Red Bull Racing-Honda RBPT | 3      |
| 15   | Carlos Sainz jr.  | Williams-Mercedes                                  | 1      |
| 16   | Pierre Gasly      | Alpine-Renault                                     | 0      |
| 17   | Fernando Alonso   | Aston Martin Aramco-Mercedes                       | 0      |
| 18   | Liam Lawson       | Racing Bulls-Honda RBPT/Red Bull Racing-Honda RBPT | 0      |
| 19   | Jack Doohan       | Alpine-Renault                                     | 0      |
| 20   | Gabriel Bortoleto | Kick Sauber-Ferrari                                | 0      |

### Konstrukteurswertung
| Pos. | Konstrukteur               | Punkte |
| ---- | -------------------------- | ------ |
| 01   | McLaren-Mercedes           | 111    |
| 02   | Mercedes                   | 75     |
| 03   | Red Bull Racing-Honda RBPT | 61     |
| 04   | Ferrari                    | 35     |
| 05   | Williams-Mercedes          | 19     |

| Pos. | Konstrukteur                 | Punkte |
| ---- | ---------------------------- | ------ |
| 06   | Haas-Ferrari                 | 15     |
| 07   | Aston Martin Aramco-Mercedes | 10     |
| 08   | Racing Bulls-Honda RBPT      | 7      |
| 09   | Kick Sauber-Ferrari          | 6      |
| 10   | Alpine-Renault               | 0      |